# الخلوة مرصع

تعديل مصدري - تعديل

الخلوة مرصع هي إحدى قرى عزلة سباح بمديرية سباح التابعة لمحافظة أبين، بلغ تعداد سكانها 42 نسمة حسب تعداد اليمن لعام 2004.